# Mai Khôi

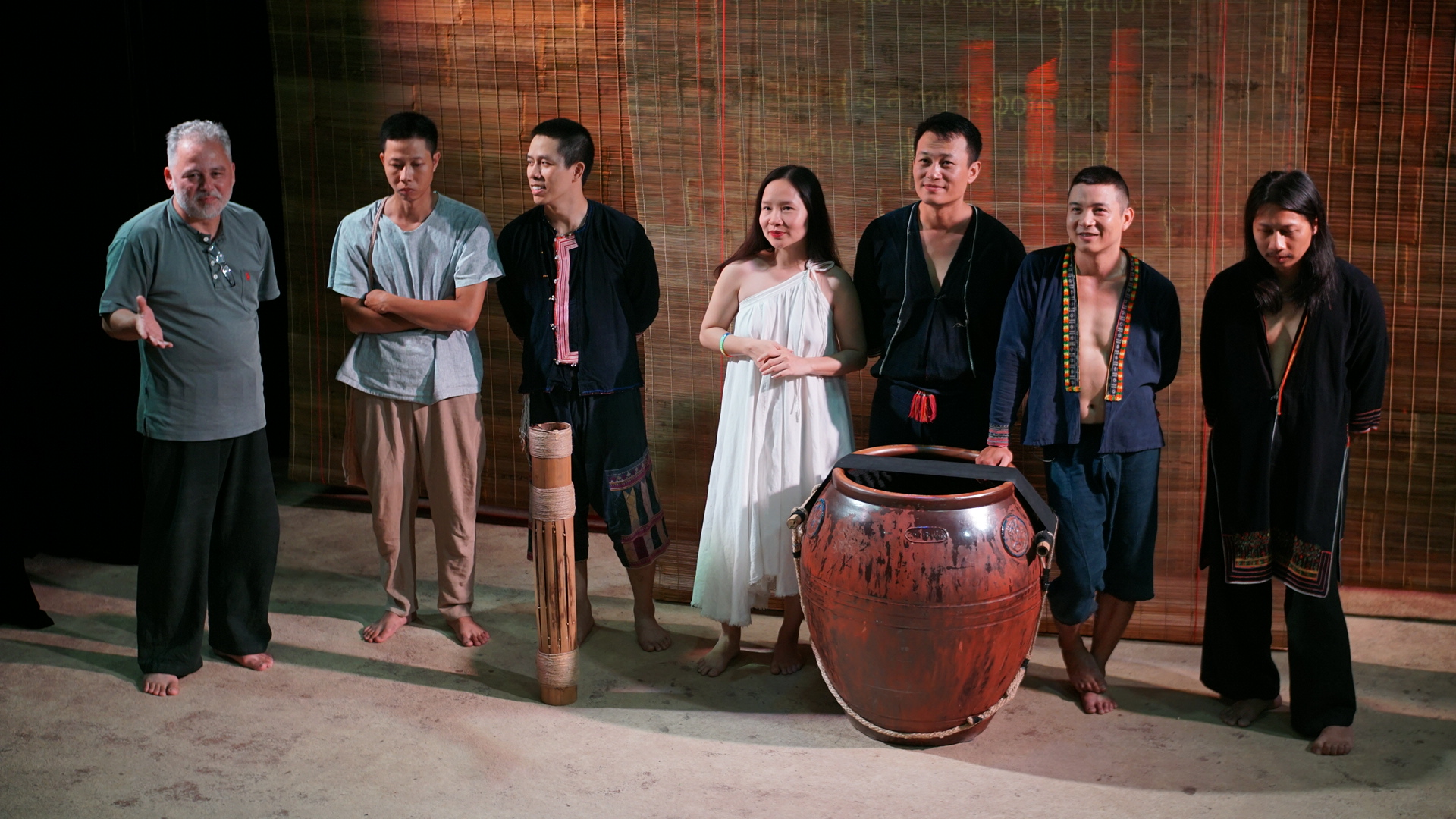
Mai Khôi (giữa) trình diễn chương trình Lời của tre, tháng 6 năm 2018 tại Hà Nội

Đỗ Nguyễn Mai Khôi (sinh ngày 11 tháng 12 năm 1982 tại Cam Ranh, Khánh Hòa), được biết đến với nghệ danh Mai Khôi, là một nữ ca sĩ kiêm sáng tác nhạc và nhà hoạt động chính trị người Việt Nam, từng giành được 1 đề cử giải Cống hiến cho hạng mục "Nhạc sĩ của năm". Cô thường được ví như "Lady Gaga của Việt Nam" và hay đem so sánh với nhóm nhạc nữ quyền nổi tiếng của Nga, Pussy Riot.
Mai Khôi bắt đầu sự nghiệp với tư cách là một ca sĩ nhạc pop từng đoạt giải thưởng về âm nhạc trước khi chuyển hướng sang các hoạt động chính trị. Là một nhà bất đồng chính kiến, Mai Khôi thẳng thắn chỉ trích chính phủ Việt Nam về sự kiểm duyệt cũng như thiếu dân chủ đã dẫn đến những hạn chế về quyền tự do ngôn luận của cô. Ngoài ra, Khôi cũng chỉ trích Google và Facebook với lý do hợp tác với chính quyền Hà Nội trong việc kiểm duyệt Internet tại quốc gia này. Năm 2018, Mai Khôi vinh dự nhận Giải thưởng Václav Havel cho Bất đồng chính kiến sáng tạo vì những hoạt động đấu tranh cho tự do, dân chủ tại Việt Nam.

## Thời thơ ấu và học vấn
Đỗ Nguyễn Mai Khôi sinh năm 1982 tại Cam Ranh, Việt Nam.
Sở thích âm nhạc của Mai Khôi bắt đầu chớm nở từ những năm tháng ấu thơ. Năm lên tám, cô học guitar từ người bố, vốn là thầy giáo dạy nhạc. Năm cô 12, hai bố con cùng nhau rong ruổi chơi nhạc khắp các đám cưới. Sau đó, Khôi theo học một học viện âm nhạc ở Thành phố Hồ Chí Minh trong ba năm nhưng rồi chán nản, bỏ học, thay vào đó cô chơi nhạc trong các quán rượu và quán bar quanh thành phố.

## Sự nghiệp âm nhạc
Năm 2010, Mai Khôi trở thành người của công chúng khi giành giải thưởng "Album của năm" (Mai-Khôi Sings Quốc Bao) do Đài Truyền hình Việt Nam trao tặng. Tận dụng sự nổi tiếng này, Khôi bắt đầu lên tiếng ủng hộ cho quyền của phụ nữ và quyền LGBT. Ví dụ, cô đã thẳng thắn bác bỏ nhận định của Đàm Vĩnh Hưng cho rằng "bạo lực gia đình là chấp nhận được" đối với những phụ nữ "quá hung hăng". Ngoài ra, cô cũng chỉ trích sự đồng lõa trong một xã hội mà bạo lực đối với phụ nữ là điều bình thường.
Khôi gây tranh cãi vì cạo một nửa đầu của mình thành chữ "VN", đại diện cho "Việt Nam", lấy cảm hứng từ bài hát cùng tên của cô. Các phương tiện truyền thông nhà nước Việt Nam chỉ trích Khôi vì bày tỏ sở thích không có con, trang phục không đúng thuần phong mỹ tục và các bài hát vượt biên như "Tự sướng", những bức ảnh khoả thân cùng với ngôn ngữ thô thiển trong video âm nhạc của mình. Sau đó, cô bắt đầu tranh luận, ủng hộ quyền tự do sáng tạo đồng thời ngừng gửi lời bài hát của mình cho cơ quan kiểm duyệt. Ví lý do này, chính phủ Việt Nam đã gây áp lực, cấm các buổi biểu diễn của cô ở trong nước. Cảnh sát cũng ập vào một vài buổi hòa nhạc của cô.
Mai Khôi có các buổi lưu diễn ở nhiều quốc gia, bao gồm Hoa Kỳ, Úc, Châu Âu, Mexico và Cuba.

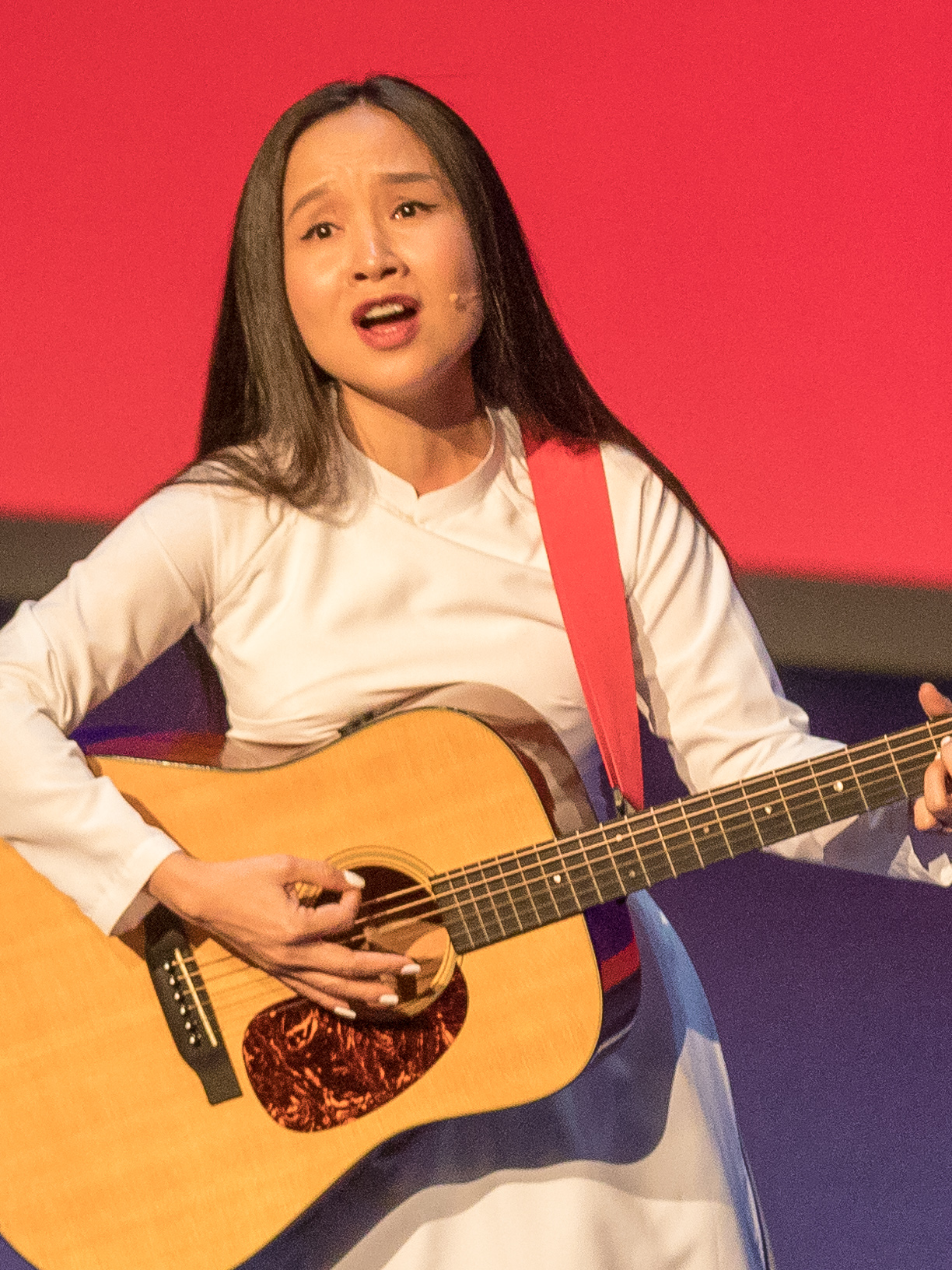
Khôi biểu diễn tại Diễn đàn Tự do Oslo 2018

## Hoạt động chính trị
Năm 2016, Mai Khôi tham gia vào các cuộc biểu tình vì môi trường chống lại Tập đoàn thép Formosa Hà Tĩnh sau thảm họa sinh vật biển năm 2016 do công ty này gây ra. Cô cũng nộp đơn xin tranh cử với tư cách ứng viên độc lập cho một ghế trong Quốc hội Việt Nam, nhưng không được tham gia bởi Mặt trận Tổ quốc Việt Nam. Sau khi cố gắng tham gia chính trị, mức độ đàn áp dành cho cô ngày càng gia tăng, bao gồm cả các cuộc tấn công của cảnh sát vào các buổi hòa nhạc của cô và việc chủ nhà trọ nơi cô ở bị chính quyền gây áp lực buộc đuổi cô và chồng ra khỏi nhà. Từ năm 2017, Khôi thuê một căn hộ dưới tên một người bạn ở một địa điểm bí mật ở Hà Nội.
Khôi cũng lên tiếng chỉ trích Facebook vì hợp tác với các yêu cầu kiểm duyệt Internet do Chính phủ Việt Nam áp đặt, khẳng định điều này sẽ gây tổn hại rất lớn cho một trong những nơi được xem như chốn tị nạn cuối cùng cho quyền tự do ngôn luận trong một quốc gia mà sự đàn áp là chủ yếu. Ngoài ra, việc kiểm duyệt này, theo Khôi, sẽ ngăn chặn những buổi trực tiếp âm nhạc và cô rất có nguy cơ bị bắt giữ ngay lập tức.
Khôi là một trong những nhà bất đồng chính kiến mà Tổng thống Hoa Kỳ Barack Obama đã gặp trong chuyến thăm nước này năm 2016. Cô đã lẩn trốn trước cuộc họp để tránh bị giam giữ và ngăn không cho tham dự. Ngày hôm sau, cô được bốn cảnh sát đến thăm và đe dọa.
Khi người kế nhiệm của ông Obama, Donald Trump đến thăm đất nước này vào năm 2017, cô đã giương cao biểu ngữ "PeacePiss on you Trump" để phản đối chủ nghĩa phân biệt chủng tộc do Trump khởi xướng đồng thời cho rằng chủ nghĩa của ông không cách nào có thể thúc đẩy nhân quyền tiến bộ. Hậu quả, ngày hôm sau, Khôi và chồng bị đuổi khỏi căn hộ ở Hà Nội sau chuyến "viếng thăm" của các mật vụ chính phủ.
Năm 2018, Tổ chức Ân xá Quốc tế đã đưa Mai Khôi vào danh sách "12 nhà hoạt động nhân quyền truyền cảm hứng để theo dõi". Cuối năm đó, cô bị câu lưu 8 tiếng tại sân bay Nội Bài, Hà Nội sau khi trở về từ chuyến lưu diễn châu Âu. Tất cả các bản sao trong album mới Dissent của Khôi đều bị chính quyền tịch thu.

## Đời tư
Khôi kết hôn với chồng người Úc tên Benjamin Swanton vào năm 2013. Họ sống ở Hà Nội.

## Danh sách đĩa nhạc
- Mai-Khôi (2004)[31]
- Mai-Khoi Sings Quoc-Bao (2008)
- Dissent (cùng The Dissidents, 2017)[3]